# Batterie ferroviaire allemande de Sangatte
La batterie ferroviaire allemande de Sangatte est une batterie lourde, composée de deux canons de 28 cm Bruno Neue Kanone (en), implantée par la Wehrmacht sur le site de la cimenterie de Sangatte, durant la Seconde Guerre mondiale.
Elle constitue la première batterie du 725e bataillon d'artillerie ferroviaire allemand (1./725) basé à la ferme de la Basse Leulingue à Saint-Tricat, partie intégrante, en 1944, du régiment d'artillerie ferroviaire Stocker, du nom de son commandant, qui avait sous ses ordres les batteries ferroviaires lourdes situées entre Boulogne-sur-Mer et Calais.

## Genèse
La batterie a dû être implantée par la Heer, l'armée de Terre de la Wehrmacht, dès l'été 1940, dans le cadre de l'opération Seelöwe et du verrouillage du détroit du Pas-de-Calais. L'armée de Terre allemande avait en effet implanté à partir de cette date d'autres batteries ferroviaires lourdes, et la Kriegsmarine cinq batteries lourdes entre Boulogne-sur-Mer et Calais, notamment la batterie Todt, au cap Gris-Nez.
Il est néanmoins admis que les canons avaient déjà pris place sur le site de la cimenterie dès la fin 1940, puisque le Generalfeldmarschall Walter Von Brauchitsch, chef de la Heer, s'est rendu sur place le 25 décembre,.
Le site de tir sera par la suite intégré au Mur de l'Atlantique : en 1943, il constitue le Stützpunkt (Stp) 114 Bremen, renuméroté 124 en 1944. Un Stp est constitué de plusieurs nids de résistance. Son équipage se compose des nids de résistance et d'une éventuelle réserve locale, et aura au moins l'effectif d'une section à une compagnie avec des armes lourdes. Le 25 mars 1943, le point d'appui possède un effectif de 7 officiers, 45 sous-officiers et 215 militaires de rang, dirigé par l'Oberleutant Baum.

## Constructions
L'ouvrage emblématique du site est sans aucun doute le tunnel creusé dans la falaise morte du lieu-dit Fond de la Forge : avec ses 170 m de long, ainsi que ses 5 m de haut et de large, il permettait d'abriter au moins une des pièces d'artillerie. Ses côtés sont percés par de longues alvéoles servant au stockage. Près de l'entrée principale, un couloir latéral mène à plusieurs pièces et notamment à un puits ainsi qu'une citerne, probablement par la locomotive. Enfin, au fond se trouve un escalier monumental remontant jusqu'à un Regelbau 622 construit sur le plateau s'étendant au-dessus de la falaise. Devant lui se trouvaient trois Regelbauten 637 (bunkers d'observation), probablement détruits par les Allemands à l'été 1944. Des bâtiments légers ont aussi été érigés sur cette hauteur, qui sera chamboulée par les bombes.
Plus loin devant l'entrée du tunnel, la Wehrmacht profite du camouflage qu'offrent les infrastructures de la cimenterie pour y établir trois aires de tir circulaires permettant aux canons de tirer tous azimuts, ainsi qu'un bunker qui aurait abrité le poste de commandement. C'est dans ces environs qu'a été implantée une batterie pour la défense du site.

## Tirs
La batterie fait par exemple feu le 12 février 1942, lors de l'opération Cerberus. Alors que les batteries du Pas-de-Calais effectuent un tir nourri durant cette journée, la batterie 1./725 fait feu à onze reprises.

## Bombardements alliés
Les Alliés ont photographié par avion le site de tir de la cimenterie de Sangatte. Le 12 mai 1944, un bombardement coûte la vie à au moins 8 soldats allemands affectés à la batterie. Il s'agit : 
- de l'Obergefreiter Leonard Becks, 42 ans ;
- de l'Obergefreiter Friedrich Michael, 24 ans ;
- du Leutnant Willy Michalk (indiqué comme faisant partie de l'unité 725 et décédé à Sangatte sans précisions) ;
- du Gefreiter Theodor Plankermann, 41 ans ;
- du San. Feldwebel Hans-Heinrich Schröder, 31 ans ;
- du Gefreiter Erwin Sinkwitz, 40 ans ;
- de l'Unteroffizer Willy Tiedt, 35 ans ;
- de l'Obergefreiter Erich Fliege, 21 ans (un autre document indique qu'il est rattaché à l'état-major de l'unité 725).

Ces hommes reposent désormais au cimetière militaire allemand de Bourdon, dans la Somme.

## Une destruction volontaire des bunkers à la Libération?

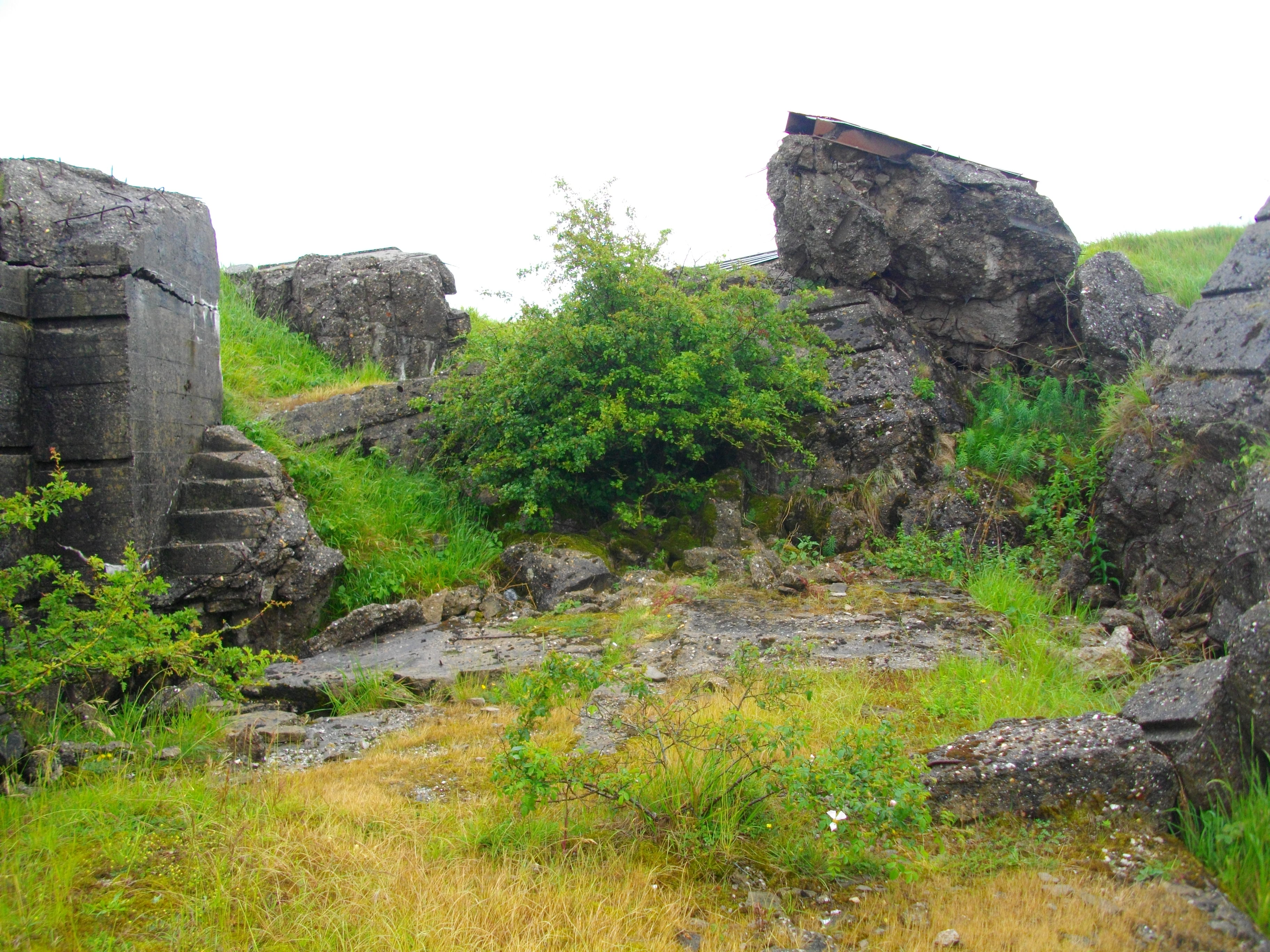
Un des 637 disloqués.

Les Regelbauten 637 situés au-dessus du tunnel sont de nos jours entièrement disloqués, ce qui laisse penser à une destruction volontaire de l'armée allemande. Une carte canadienne des défenses allemandes du Calaisis, présentant la situation au 12 septembre 1944, signale trois bunkers en lieu et place des ouvrages précités, sans plus de précisions, ainsi qu'un canon mobile ou obusier sous tourelle ou casemate près du bunker de commandement, tout comme des mitrailleuses orientées vers l'ouest. Par ailleurs, des marquages à la craie réalisés dans le tunnel, "Abt.[eilung] Hirth 20.9.44", pourraient sous-entendre qu'une unité de la Wehrmacht a été dépêchée ici lors de la libération du secteur pour détruire les bunkers. Cependant, le 622 relié au tunnel, ainsi que le bunker de commandement à l'entrée du site, demeurent intacts.

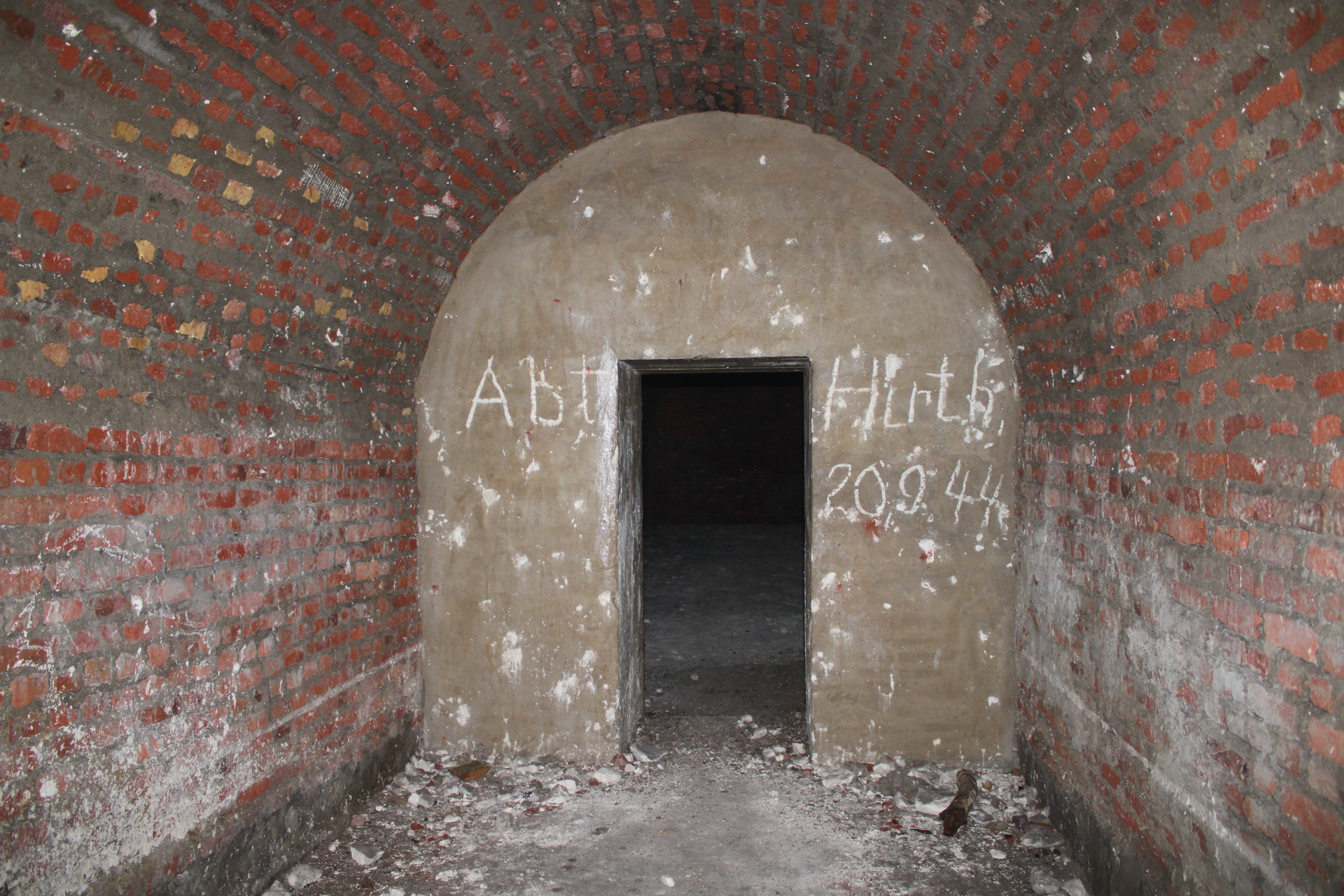
Inscriptions à l'entrée d'une des alvéoles.

## De nos jours
Après-guerre, le site semble être abandonné, mais on observe un regain d'intérêt à partir des années 1980, date à laquelle des carottes du Tunnel sous la Manche, alors en creusement, sont stockées dans le tunnel. De nos jours, une partie du site, notamment le plateau et le tunnel ferroviaire, est depuis quelques années propriété du Conservatoire du Littoral, qui a verrouillé quasiment tous les ouvrages se trouvant sur son terrain, notamment le tunnel. De par la présence d'une piste de moto-cross au pied de la falaise morte, la zone protégée par le Conservatoire est classée Espace Naturel Sensible.